# ديلفين والش
ديلفين والش (بالإنجليزية: Delphine Walsh)‏ هي راقصة أمريكية، ولدت في 1907 في بيسبي في الولايات المتحدة، وتوفيت في 27 أبريل 1929 في غلينديل في الولايات المتحدة.